# Рокитне (Ніжинський район)
Роки́тне — село в Україні, у Новобасанській сільській громаді Ніжинського району Чернігівській області.

## Географія
Село Рокитне розташоване за 130 км від обласного центру та 86 км від районного центру. На схід від села знаходиться заповідне урочище — «Дідове».

## Історія
Станом на 1781 року на території Рокитянського хутора налічувалося 9 хат посполитих та підсусідків. У 1787 році Рокитний хутір з 23 дорослими чоловіками належав графу Кирилові Розумовському.
В 1859 році під назвою Рокитний (Рокитня, Кирилівський) належало до Козелецького повіту Чернігівської губернії з населенням 187 осіб.  1901 року в хуторі проживало 367 осіб. За даними перепису 1926 року хутір був центром сільради Новобасанського району Ніжинської округи і мав  127 господарств і 595 мешканців.
Згідно довідника Українського Інституту національної пам'яті  "УКРАЇНА ПІД НАЦИСТСЬКОЮ ОКУПАЦІЄЮ: СПАЛЕНІ СЕЛА (1941–1944 рр.)" село повністю спалене німецькими солдатами 18 грудня 1942 року.
12 червня 2020 року, відповідно з розпорядження Кабінету Міністрів України № 730-р «Про визначення адміністративних центрів та затвердження територій територіальних громад Чернігівської області», Соколівська сільська рада об'єднана з Новобасанською сільською громадою Бобровицького району.
17 липня 2020 року, в результаті адміністративно-територіальної реформи та ліквідації Бобровицького району, село увійшло до складу Ніжинського району.

## Особистість
- Дегтяр Микола Сергійович (1990—2016) — старший солдат Збройних сил України, учасник російсько-української війни.